# Żuków (Przelewice)
Żuków (deutsch Suckow a. d. Plöne) ist ein Dorf in der Woiwodschaft Westpommern in Polen. Es gehört zur Gmina Przelewice (Gemeinde Prillwitz)  im Powiat Pyrzycki (Pyritzer Kreis).

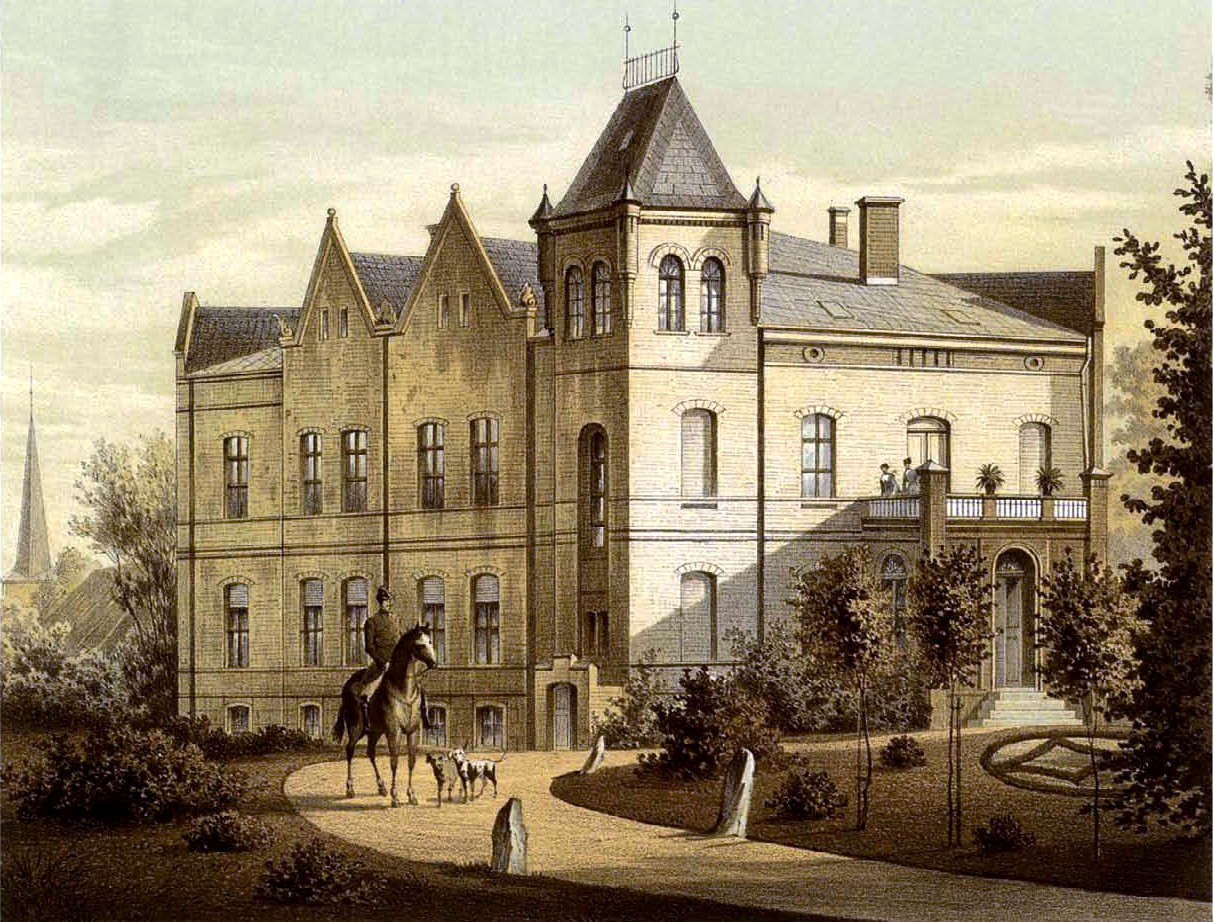
Gut Succow im 19. Jahrhundert in der Sammlung Duncker

## Geographische Lage
Das Dorf liegt im Weizacker in Hinterpommern, etwa 50 Kilometer südöstlich von Stettin und etwa 15 Kilometer östlich der Kreisstadt Pyritz. Das Dorf liegt etwa 1 Kilometer vom Ufer des Plönesees entfernt, zu dem sich hier der Fluss Plöne verbreitert.

## Geschichte
Suckow a. d. Plöne war ein altes Lehen der adligen Familie von Schöning. Der Lehnsbrief der Familie von 1477 enthielt Anteile an Suckow. Der übrige Anteil an Suckow wurde im Jahre 1554 durch Familienangehörige vom Stettiner Marienstift erworben, und zwar im Tausch gegen das Gut Isinger. Auf der Lubinschen Karte des Herzogtums Pommern von 1618 ist der Ort als „Sukow“ verzeichnet.
Im 18. und 19. Jahrhundert gehörten Suckow und das benachbarte Ückerhof demselben Familienmitglied, darunter ab 1778 dem Landrat August Ernst von Schöning (* 1745; † 1807). In Ludwig Wilhelm Brüggemanns Ausführlicher Beschreibung des gegenwärtigen Zustandes des Königlich-Preußischen Herzogtums Vor- und Hinterpommern (1784) wurde „Suckow an der Plöne“ unter den adligen Gütern des Pyritzschen Kreises aufgeführt. Damals gab es hier ein Vorwerk, also den Gutsbetrieb, einen Prediger, einen Küster und 18 Bauern, insgesamt 49 Haushaltungen („Feuerstellen“). Die Kirche war eine Mutterkirche, zu der die Filialkirche in Lübtow gehörte.
Die Regulierung der gutsherrlichen und bäuerlichen Verhältnisse (siehe Preußische Agrarverfassung) in Suckow wurde 1817/1818 durchgeführt. Hierbei traten die 17 Bauern von Suckow die Hälfte ihres Landes an die Gutsherrschaft ab. Zur Bewirtschaftung der übernommenen Flächen legte der Gutsbesitzer, der Landrat August Peter von Schöning, zusätzlich zu seinem in Suckow bestehenden Rittergut einen neuen Gutsbetrieb an. Dieser, südöstlich von Suckow etwas außerhalb des Dorfes gelegen, erhielt den Ortsnamen Schöningsburg und wurde auch rechtlich von Suckow getrennt.
Ab dem 19. Jahrhundert bestanden der politische Gutsbezirk Suckow und die Landgemeinde Suckow nebeneinander. Im Jahre 1910 zählte der Gutsbezirk Suckow 107 Einwohner, die Landgemeinde Suckow 117 Einwohner, daneben der Gutsbezirk Schöningsburg 112 Einwohner. Später wurden die Gutsbezirke Suckow und Schöningsburg in die Landgemeinde Suckow eingemeindet.
Vor 1945 bildete Suckow a. d. Plöne eine Landgemeinde im Kreis Pyritz der preußischen Provinz Pommern. Zur Landgemeinde gehörte auch der Wohnplatz Schöningsburg. Die Gemeinde zählte im Jahre 1925 465 Einwohner in 86 Haushaltungen, im Jahre 1933 414 Einwohner und im Jahre 1939 409 Einwohner.
Nach dem Zweiten Weltkrieg kam Suckow, wie ganz Hinterpommern, an Polen. Der Ortsname wurde zu „Żuków“ polonisiert. Heute bildet der Ort ein eigenes Schulzenamt in der Gmina Przelewice (Gemeinde Prillwitz), zu dem auch die Wohnplätze Karsko (Schöningsburg) und Wymykowo (Jägerthal) gehören.